# Fehriye Erdal
Fehriye Erdal (Kangal, 25 februari 1977) is een Turkse militante van het Turks Volksbevrijdingsleger (DHKP-C). Deze extreemlinkse groepering voert een gewapende strijd tegen de Turkse staat en wordt door de Verenigde Staten en de Europese Unie als een terroristische organisatie beschouwd. Erdals ouders waren Koerdisch. In 1996 vluchtte ze uit Turkije waar ze verdacht wordt van medeplichtigheid aan een drievoudige moord. In 1999 werd ze in Duinbergen opgepakt.
Erdal werd op 28 februari 2006 door een Belgische rechtbank tot 4 jaar gevangenisstraf veroordeeld voor bendevorming, valse paspoorten en het bezit van illegale wapens. Toen men haar wilde oppakken, bleek ze spoorloos verdwenen te zijn, hoewel ze onder toezicht stond van de Staatsveiligheid. Dit veroorzaakte een schandaal in de Belgische politiek. Er werd zelfs de vergelijking getrokken met de ontsnapping van Marc Dutroux op 23 april 1998. Vlaams Blok en CD&V eisten het ontslag van de minister van Justitie Onkelinx, maar zij weigerde op te stappen.
Op 7 februari 2008 sprak het Hof van Beroep in Antwerpen Erdal vrij. Ze werd beschuldigd van het lidmaatschap van of het ondersteunen van een terroristische organisatie, vanwege haar banden met de Turkse oppositiegroep DHKP-C. Het Hof oordeelde dat er geen bewijs was dat de betrokkene in verband bracht met plannen voor terroristische aanslagen. Ook achtte het Hof niet bewezen dat de organisatie in België een criminele of terroristische organisatie zou zijn. De rechtbank van eerste aanleg West-Vlaanderen, afdeling Brugge achtte Fehriye Erdal op 20 februari 2017 schuldig aan moord en veroordeelde haar bij verstek tot 15 jaar gevangenisstraf met onmiddellijke aanhouding.